# Karoline Bjerkeli Grøvdal

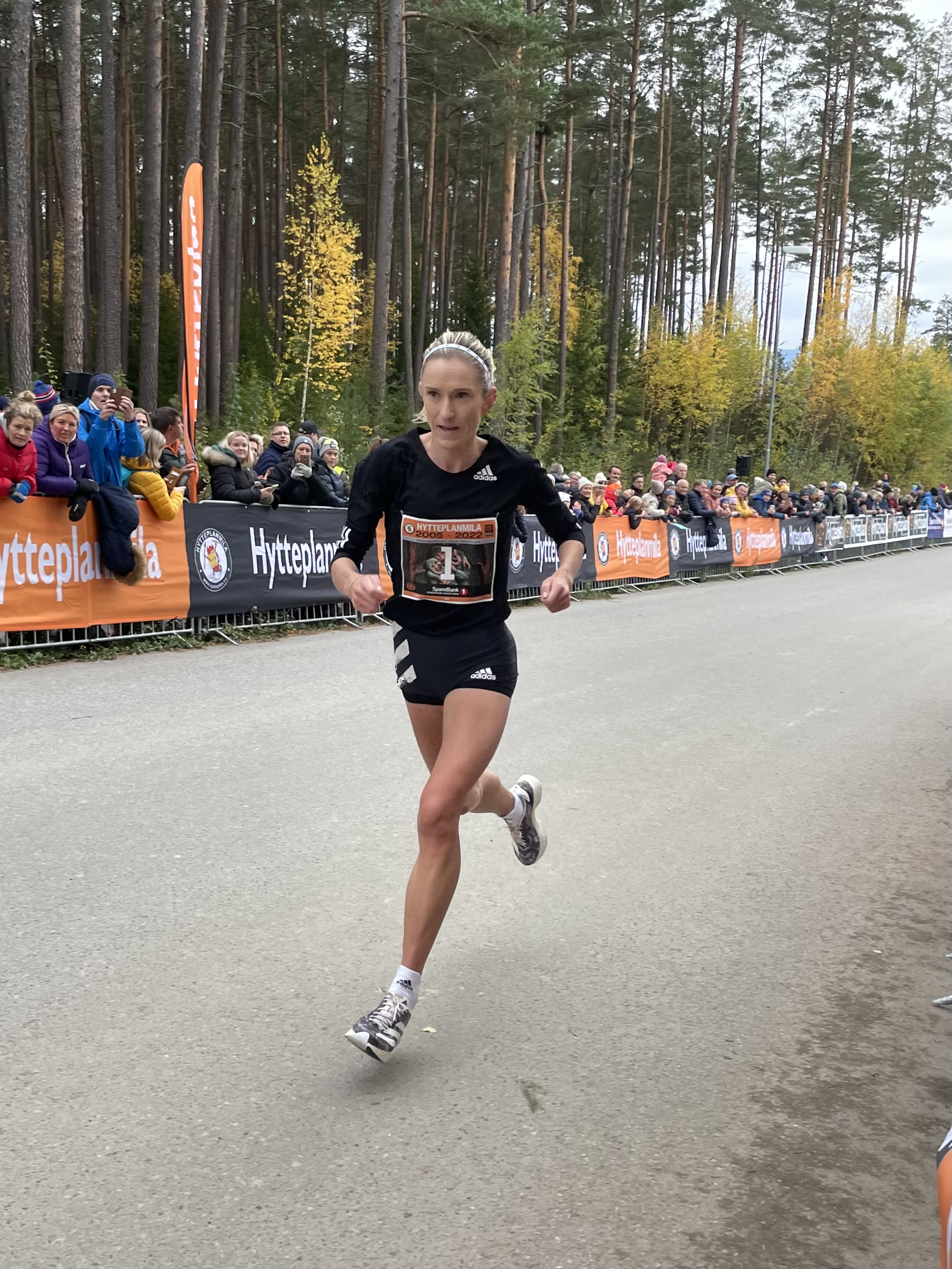

Karoline Bjerkeli Grøvdal (Ålesund, 14 juni 1990) is een atlete uit Noorwegen. Ze is gespecialiseerd in de middellange, lange afstand, hindernisloop en het veldlopen. Ze is drievoudig Europees kampioene veldlopen en heeft bij dat EK veldlopen negen keer op het podium gestaan bij de senioren en nog eens tweemaal bij de junioren. Daarnaast is ze zeventienvoudig Noors kampioene op verschillende looponderdelen. Knut Jæger Hansen is haar trainer.

## Biografie

### Europees kampioene veldlopen
Bij de junioren liet Grøvdal al zien dat ze talent had voor het veldlopen. Bij de Europese kampioenschappen voor junioren in 2006 in San Giorgio su Legnano won ze het zilver en in 2009 in Dublin het goud.
In 2015 won Grøvdal voor het eerst brons bij de senioren, achter winnares Sifan Hassan. In 2018 herhaalde ze deze prestatie, het was de vierde keer achter elkaar. Ze was maar twee seconden verwijderd van het goud. Een jaar later eindigde ze een stap hoger op de tweede plek. Na de afgelaste Corona-editie won ze drie maal op rij de kampioenschappen.

### Persoonlijk leven
Karoline Bjerkeli Grøvdal en langlaufer Håvard Bjerkeli zijn nicht en neef. 
Grøvdal groeide op in het dorp Isfjorden in de gemeente Rauma. Ze trouwde in Åndalsnes in september 2023 met de Noorse TV2-verslaggever Magnus Krogsæter Aarre, waarmee ze sinds 2018 een relatie had.

## Titels
- Noors kampioene 1500 m - 2013, 2015
- Noors kampioene 5000 m - 2008, 2010, 2012, 2014, 2021
- Noors kampioene 3000 m steeple - 2006, 2009, 2010, 2017, 2019
- Europees kampioene halve marathon - 2024
- Europees kampioene veldlopen - 2021, 2022, 2023
- Europees kampioene U20 5000 m - 2009
- Europees kampioene U20 3000 m steeple - 2007, 2009
- Europees kampioene veldlopen U20 - 2009

## Persoonlijke records
Buitenbaan
| Onderdeel      | Prestatie | Datum            | Plaats    |
| -------------- | --------- | ---------------- | --------- |
| 800 m          | 2.04,23   | 24 juni 2016     | Bislett   |
| 1500 m         | 4.03,07   | 4 juli 2021      | Stockholm |
| 1 Eng. mijl    | 4.26,23   | 9 juni 2016      | Bislett   |
| 2000 m         | 5.41,04   | 2 juli 2018      | Florø     |
| 3000 m         | 8.33,47   | 28 augustus 2021 | Parijs    |
| 5000 m         | 14.31,07  | 16 juni 2022     | Bislett   |
| 10.000 m       | 30.50,84  | 8 mei 2021       | Bislett   |
| 2000 m steeple | 6.21,39   | 10 augustus 2008 | Stavanger |
| 3000 m steeple | 9.13,35   | 26 augustus 2017 | Sandnes   |

Weg
| Onderdeel      | Prestatie | Datum             | Plaats     |
| -------------- | --------- | ----------------- | ---------- |
| 5000 m         | 15.00     | 8 septober 2021   | Zürich     |
| 10.000 m       | 30.32     | 17 oktober 2020   | Hole       |
| halve marathon | 1:07.34   | 17 september 2023 | Kopenhagen |

Indoor
| Onderdeel | Prestatie | Datum            | Plaats     |
| --------- | --------- | ---------------- | ---------- |
| 3000 m    | 8.44,68   | 10 februari 2019 | Rud, Bærum |